# تازه قشلاق (بیجار)
تازه قشلاق (بیجار)، روستایی از توابع بخش مرکزی شهرستان بیجار در استان کردستان ایران است.ساکنان آن آذربایجانی بوده و به زبان ترکی آذربایجانی صحبت می کنند. 

## جمعیت
این روستا در دهستان سیلتان قرار دارد و براساس سرشماری مرکز آمار ایران در سال ۱۳۸۵، جمعیت آن زیر سه خانوار بوده‌است.